# Live Tour 2004 THE SIXTH DAY & SEVENTH NIGHT 〜FINAL〜
『Live Tour 2004 THE SIXTH DAY & SEVENTH NIGHT 〜FINAL〜』(ライブ ツアー ザ シックスス デイ アンド セブンス ナイト ファイナル)は、2004年9月15日に発売されたGacktのライブ・ビデオ。発売元は日本クラウン。

## 概要
- 2004年に行われたライブツアー『Gackt Live Tour 2004 THE SIXTH DAY & SEVENTH NIGHT 〜FINAL〜』(全か所公演)のうち、ツアーファイナルとなった2004年7月4日の横浜アリーナ公演のライブの映像が収録されている。また、DISC2には特典映像が2点収録されている。

## 収録曲
- Gackt History
1999年に始まったGackt のソロ活動 ”Gackt Job”について、語り手が『Gackt Live Tour 2004 THE SIXTH DAY & SEVENTH NIGHT 〜FINAL〜』までのライブ歴を説明している。設定にて字幕（日本語・中国語・韓国語・English）追加可能。
- 第一章
  1. Opening Movie
  2. 泡沫の夢
  3. OASIS
  4. Secret Garden
  5. Lu:na
  6. Mizérable
  7. 鶺鴒 〜seki-ray〜
- 第二章
  1. Last Song
  2. 君が待っているから
  3. mind forest
- 第三章
  1. Insert Movie
  2. U+K(introduction)
  3. Papa lapped a pap lopped
  4. Mirror
  5. U+K
  6. Vanilla
  7. 君が追いかけた夢
  8. ANOTHER WORLD
  9. 君のためにできること
- 第四章
  1. 再会 ～Story～
  2. Ending Movie
- 特典映像 Bonus Track I – Gackt Surprise Party ～君のためにできること～
Gacktが世界でたった１人の願いを叶えるプレゼント企画の様子が収録されている。「当選者の願い事とは？そして感動の結末…」
- 特典映像 Bonus Track II – 全公演の秘蔵幕間映像一挙大公開！（未公開映像あり）
“Insert Movie” としてライブ中に上映された幕間映像に未公開映像をプラスして収録している。